# Christian Rummel

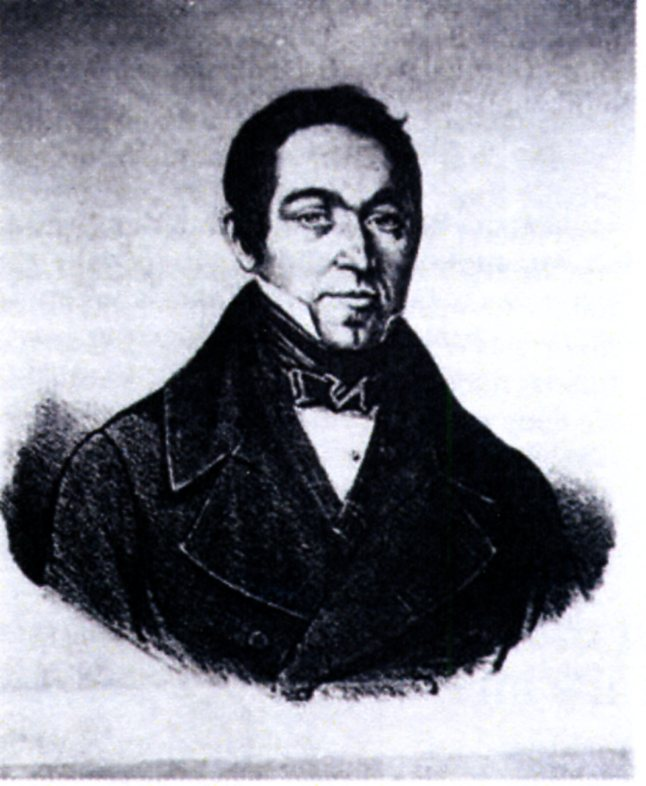
Christian Rummel 1787–1849

Christian Franz Ludwig Friedrich Alexander Rummel (* 27. November 1787 in Gollachostheim; † 13. Februar 1849 in Wiesbaden) war ein deutscher Musikpädagoge, Pianist, Komponist, Klarinettist, Violinist.

## Lebenslauf
Christian Rummel (auch Chretién Rummel) wurde als sechstes Kind des Lehrers Johann Matthias Rummel in Gollachostheim geboren.
Meist wird fälschlicherweise Prichsenstadt angegeben. Einige Wochen nach seiner Geburt zog die Familie nach Prichsenstadt, da dem Vater das Lehramt für die dortige Mädchenschule übertragen wurde. Den ersten Unterricht erhielt Christian von seinem Vater Johann Matthias, der auch Organist in Prichsenstadt bei Würzburg war. 1803 wurde er Stadtpfeiffergeselle in Wiesbaden. Wechselte dann nach Mannheim, wo er Schüler des Geigers Heinrich Ritter und des Kapellmeisters Karl Jakob Wagner (1772–1822) wurde, er erhielt auch Ratschläge von Abbé Georg Joseph Vogler, der auch als Musikpädagoge wirkte.
1806 wurde er Militärkapellmeister im 2. Nassauischen Infanterieregiment und nahm seit 1808 am Krieg in Spanien teil. Er heiratete dort Maria Carmen del Gonzales (1792–1857). Am 12. Mai 1812 wurde in Manzanaresi seine Tochter Josephine geboren. 1813 geriet er in englische Gefangenschaft. Nach seiner Entlassung hielt er sich in der Garnison Maastricht als Musiklehrer auf. Seine militärische Laufbahn beendete er am 17. April 1816 in Waterloo und zog nach Wiesbaden, da General August von Kruse ihm 1817 eine Stelle als Musiklehrer am dortigen neu gegründetem Pädagogium verschaffte.
Der Stadtplaner Christian Zais sympathisierte nicht nur mit bekannten hervorragenden Künstlern, sondern ließ es sich angelegen sein, talentvolle und strebsame Musiker nach Kräften zu unterstützen und vorwärts zu bringen. Als Beispiel ist der Hofkapellmeister Rummel zu nennen. Dieser kam mit dem Regiment Nassauer, nachdem die napoleonische Wirtschaft in Spanien ihr Ende gefunden hatte, nebst seiner kleinen, dicken Frau, die beiläufig bemerkt, sehr eifersüchtig war (Rummel war ein schöner, stattlicher Mann mit blauen Augen und schwarzem Haar), nach Wiesbaden, nachdem er als Direktor der Regimentsmusik Abschied genommen hatte, da er in dieser Stellung keine Befriedigung fand. Christian Zais, der in ihm einen strebsamen Musiker erkannt hatte, überließ ihm im Hinterhaus vom Hotel „Zais“ eine Wohnung, wogegen er den Kindern Klavierunterricht zu erteilen hatte. Erhalten geblieben sind die Noten für „Sechs Walzer“, die Rummel Christian Zais widmete und noch heute in der Landesbibliothek in Wiesbaden einzusehen sind.
Herzog Wilhelm zu Nassau-Weilburg forderte ihn auf, in Biebrich eine Hofkapelle zu gründen und zu leiten. „Diese Kapelle war bald eine der renommiertesten in Deutschland, und zwar sowohl wegen der Fähigkeiten der Musiker, als auch wegen ihrer excellenten Aufführungen unter der Leitung von Rummel“.
Herzog Wilhelm war seinem Kapellmeister sehr gewogen und am 12. September 1828 veranlasste er: „Kapellmeister Rummel ist die Zusicherung zu erteilen, daß mit dem von mir vollzogenen Ausstellungsdekret der Vorteil des pensionsfähigen Dieners für ihn verbunden sein soll.“
Zu dieser Zeit avancierte Rummel zum ausgesprochenen Hauskomponisten des Musikverlags Schott. Nach der Vereinigung der Hofkapelle mit dem Wiesbadener Theaterorchester fungierte er als Leiter des Orchesters, wurde aus gesundheitlichen Gründen jedoch in den letzten Jahren von Conradin Kreutzer vertreten. Er war zudem Dirigent des Wiesbadener Cäcilien-Vereins und der Mainzer Liedertafel, die ihn zu ihrem Ehrenmitglied ernannte.
Schon in Biebrich war er durch Kompositionen und Instrumentationen für die Hofkapelle hervorgetreten; so arrangierte er für Orchester in noch heute diskutabler Weise Beethovens Kreutzer-Sonate und das B-Dur Trio.
Mit 55 Jahren betrat er nun die Opernbühne, eine terra incognita, die ihm Schwierigkeiten bereitete; doch gewann er durch sein künstlerisches Einfühlungsvermögen, mochte auch vielfach die Zustimmung fehlen, die
Sympathie der Orchestermitglieder. Aubers und Halévys Werke akzentuierten sein Programm, auf Meyerbeers „Hugenotten“ (1844) verwandte er alle Kraft gerechter Deutung, was so weit ging, dass er eine Reise nach Paris nicht scheute. Operetten und Vaudevilles traten bei ihm zurück, er empfand sie nicht als Aushängeschild für Musikkultur, die er mit Ehrgeiz betrieb. Vielmehr regte er Gastspiele ausländischer Gesellschaften an, an sechs Abenden jährlich sollten sie stattfinden: eine Idee, die sehr modern anmutet, Vorläufer der „Internationalen Maifestspiele“, wenn man so will. Zu brillieren verstand Christian Rummel auch als Pianist, unter anderem mit dem großen Konzert von Johann Nepomuk Hummel.
Rummel war ein vielseitiger Praktiker: gewissenhafter Dirigent, tüchtiger Pianist, Geiger und Klarinettist, als Lehrer gesucht und als Virtuose in Deutschland, der Schweiz und Holland anerkannt. Gelegentlich einer Reise im Gefolge des Herzogs nach Wien empfahl der Verlag Schott den 37-jährigen, dessen Hauptabsicht „der Drang nach Vervollkommnung im Studium der Composition“ sei, in einem Brief vom 19. April 1824 Beethovens „Freundschaft und Wohlwollen, indem Sie demselben allein den rechten Weg zeigen werden, welchen er als Kunstjünger zu wandeln hat“. Ob Beethoven „portait la plus vive amitié á Rummel“, ist nicht mehr feststellbar. Seine seinerzeit vielgespielten Kompositionen lassen von einem Einfluss Beethovens, der einmal im Concert militaire bravourös zitiert wird, wenig erkennen, da sie über den Zeitgeschmack nicht hinauskommen. Schumann, der den Vielgewandten später schärfer anfasste, spricht ihm Verwandtschaft mit dem Pariser Geist zu: „Was ihm an französischer Finesse abgeht, ersetzt er aber durch eine, ihm natürliche deutsche Gutmütigkeit und Gemütlichkeit, weswegen er mir immer wohlgefallen.“
Rummel stand auch mit Johann Nepomuk Hummel im Briefverkehr. Am 22. Oktober 1833 beantwortete er aus Biebrich eine Anfrage Hummels bezüglich des „cor à pistons“ also des Klappenhorns.

## Kinder von Christian und Maria Gonzales Rummel
- Josephine Rummel  (* 12. Mai 1812 in Manzanaresi; † 19. Dezember 1877 in Wiesbaden): Sie hatte im In- und Ausland als Pianistin einen guten Namen.[12]
- Joseph Rummel  (* 6. Oktober 1818 in Wiesbaden; † 25. März 1880 in London): Vom Vater vielseitig ausgebildet, stand eine Zeitlang im Dienste des Herzogs von Oldenburg, lebte 1842 und 1847 bis 1870 in Paris und von da ab in London. Auch er war ein tüchtiger Pianist und Klarinettist. Er lieferte Kompositionen, zum großen Teil Arrangements, für Escudier in Paris und Schott in Mainz.
- Franziska Rummel  (* 4. Februar 1821 in Wiesbaden; † 1888[13]): Schülerin ihres Vaters, dann von Marco Bordogni in Paris und Lamberti in Mailand, war 1843 Primadonna der Wiesbadener Oper. Sie unternahm auch Konzertreisen mit ihrem Vater. Sie heiratete den Musikverleger Peter Schott in Brüssel.[14] Ein Nekrolog auf Peter Schott erschien in der Allgemeinen Musikalischen Zeitung und in Signale für die Musikalische Welt.[15][16]

## Werke
Beispiele für Klavier zu 2 Händen:

„Sechs Walzer“, gewidmet Christian Zais

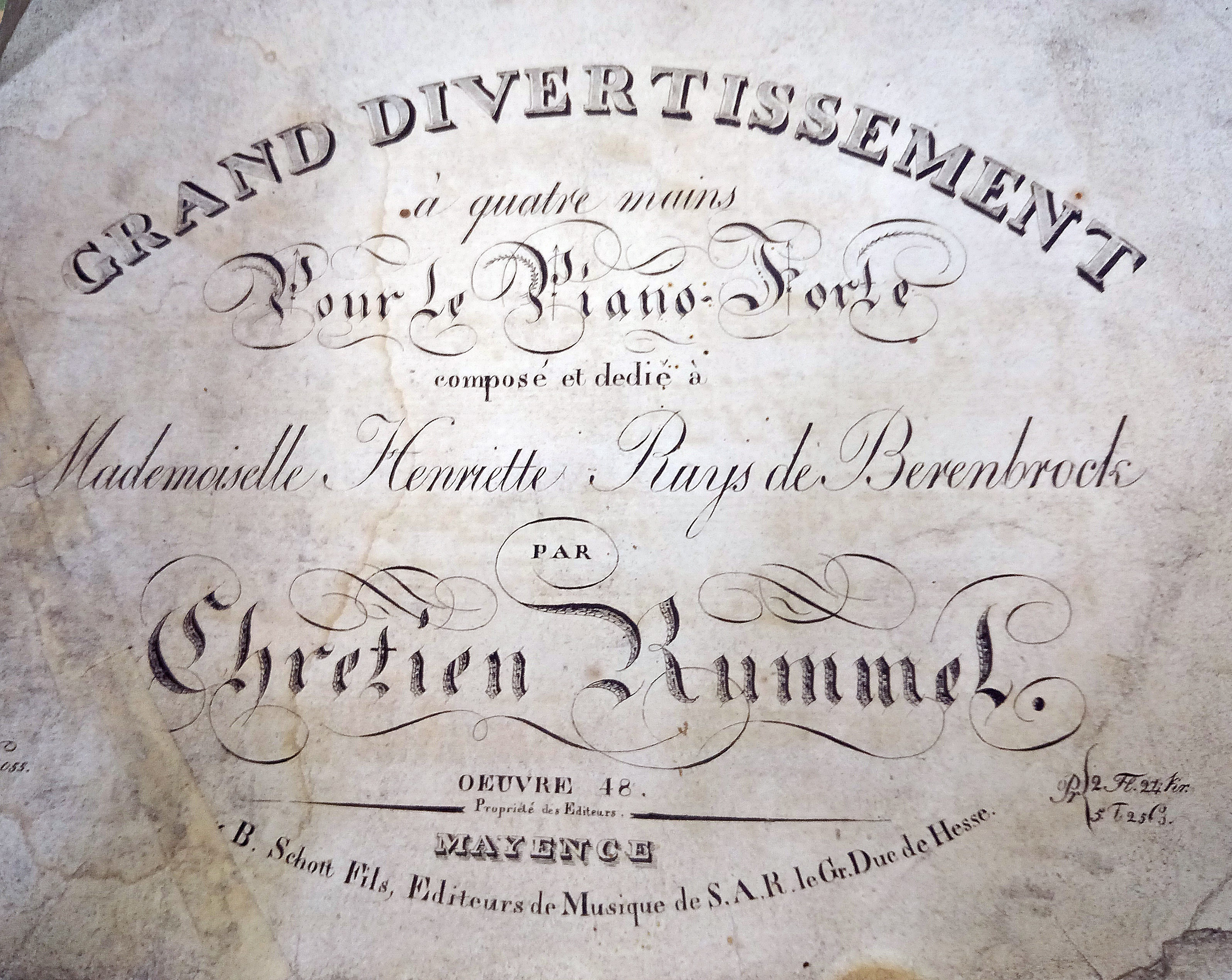
Titelblatt einer Komposition von Christian Rummel, um 1830

- Sechs Walzer für Pianoforte, gewidmet Christian Zais
- Erinnerungen an S. Heinefetter op. 79
- Phantasie und Variationen (Donizetti) op. 80
- Exercices instructifs op. 19 u. op 43
- Concert militaire mit Orchester op. 68

Beispiele für Klavier zu 4 Händen:
- Sonaten op. 20 u. op. 59
- viele Variationen

Verschiedenes:
- Blasquintett op. 41 u. 42
- Musique militaire, 6 H., ohne opus
- 6 Hornquartette op. 69
- Concertino für Clarinette und Orchester op. 58